# Bocchoris aptalis
Bocchoris aptalis là một loài bướm đêm trong họ Crambidae.